# Tales from the Other Side
Tales from the Other Side es un bootleg recopilatorio de la banda británica Queen. Fue publicado en Japón en 2004 a través de EMI Records.
El álbum recopila los lados B de los sencillos publicados por Queen desde 1974 hasta 1995, incluyendo "A Human Body" (lado B de "Play the Game"), "Soul Brother" (lado B de "Under Pressure") y "I Go Crazy" (lado B de "Radio Ga Ga". También recopila versiones instrumentales de canciones, tales como "Machines (or "Back to Humans"), "A Dozen Red Roses for My Darling", "Forever" y "Chinese Torture".

## Antecedentes
El comienzo de la discografía de lados B de Queen con su primer éxito, "Seven Seas of Rhye" (UK 10). "See What a Fool I've Been" tuvo sus orígenes de la canción de Brownie McGhee y Sonny Terry, "The Way I Feel". May había escuchado la canción en una presentación en la televisión. El recordaba la secuencia de acordes y algunos versos, pero no por completo. De lo poco que podía recordar, Brian trabajó una versión de la canción para su banda Smile.
"Rock in Rio Blues" fue el último lado B del catálogo de Queen. Grabado en vivo en el Rock in Rio el 19 de enero de 1985, esta canción es una improvisación apareció durante la gira de The Works.

## Lista de canciones
| Canciones de Tales from the Other Side |                                                                  |          |  |
| N.º                                    | Título                                                           | Duración |  |
| 1.                                     | «Mad the Swine» (previously unreleased)                          | 3:22     |  |
| 2.                                     | «See What a Fool I've Been» (B-side of «Seven Seas of Rhye»)     | 4:31     |  |
| 3.                                     | «Stone Cold Crazy» (B-side of «The Miracle»)                     | 2:14     |  |
| 4.                                     | «My Melancholy Blues» (B-side of «The Miracle»)                  | 3:49     |  |
| 5.                                     | «A Human Body» (B-side of «Play the Game»)                       | 3:42     |  |
| 6.                                     | «Soul Brother» (B-side of «Under Pressure»)                      | 3:36     |  |
| 7.                                     | «I Go Crazy» (B-side of «Radio Ga Ga»)                           | 3:43     |  |
| 8.                                     | «Machines (or "Back to Humans")» (instrumental)                  | 5:05     |  |
| 9.                                     | «Thank God It's Christmas» (Non-album single)                    | 4:21     |  |
| 10.                                    | «A Dozen Red Roses for My Darling» (B-side of «A Kind of Magic») | 4:44     |  |
| 11.                                    | «Forever» (Piano version of «Who Wants to Live Forever»)         | 3:20     |  |
| 12.                                    | «Hang On in There» (B-side of «I Want It All»)                   | 3:46     |  |
| 13.                                    | «Stealin'» (B-side of «Breakthru»)                               | 3:59     |  |
| 14.                                    | «Hijack My Heart» (B-side of «The Invisible Man»)                | 4:11     |  |
| 15.                                    | «Chinese Torture» (instrumental)                                 | 1:44     |  |
| 16.                                    | «Lost Opportunity» (B-side of «I'm Going Slightly Mad»)          | 3:51     |  |
| 17.                                    | «My Life Has Been Saved» (B-side of «Scandal»)                   | 3:16     |  |
| 18.                                    | «It's a Beautiful Day» (B-side of «Heaven for Everyone»)         | 3:58     |  |
| 19.                                    | «Rock in Rio Blues» (B-side of «A Winter's Tale»)                | 4:33     |  |
| 20.                                    | «Queen Talks» (B-side of «The Show Must Go On»)                  | 1:46     |  |